# Ancita ochraceovittata
Ancita ochraceovittata là một loài bọ cánh cứng trong họ Cerambycidae.